# Zaretchny (oblast de Penza)
Pour les articles homonymes, voir Zaretchny.
Zaretchny (en russe : Заречный) est une ville fermée de l'oblast de Penza, en Russie. Elle s'appela Penza-19 de 1962 à 1992. Sa population s'élevait à 63 868 habitants en 2013.

## Géographie
Zaretchny se trouve à 12 km à l'est de la capitale régionale Penza, sur la route de Samara.

## Histoire
Les premières pierres de la ville furent posées en 1958. En 1962 la ville devint une ville fermée nommée Penza-19 : cette cité scientifique abrite des entreprises qui construisent des composants nucléaires militaires. En 1992, la ville fut rebaptisée Zaretchny (littéralement « de l'autre côté de la rivière »).

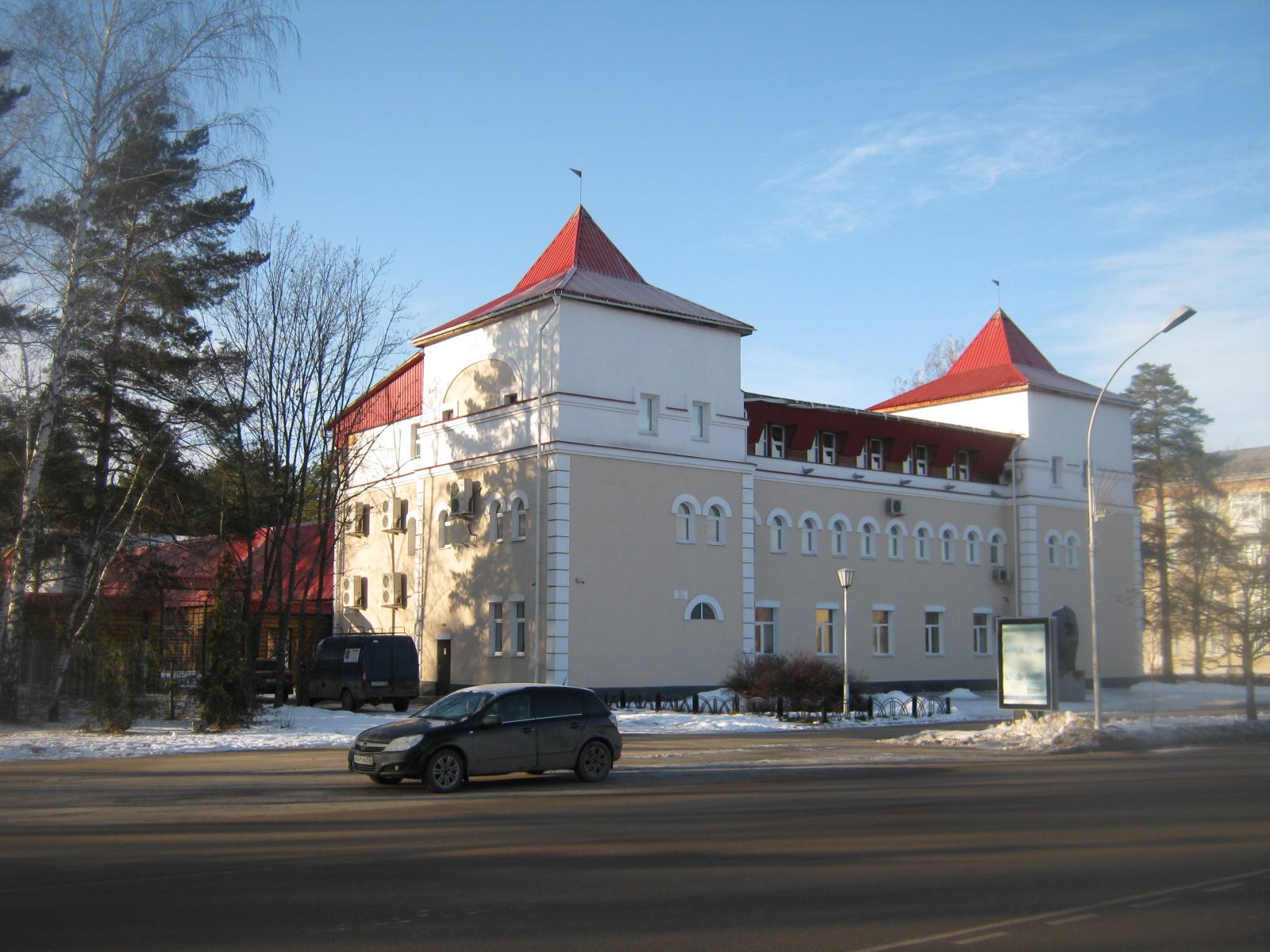
Musée d'art.
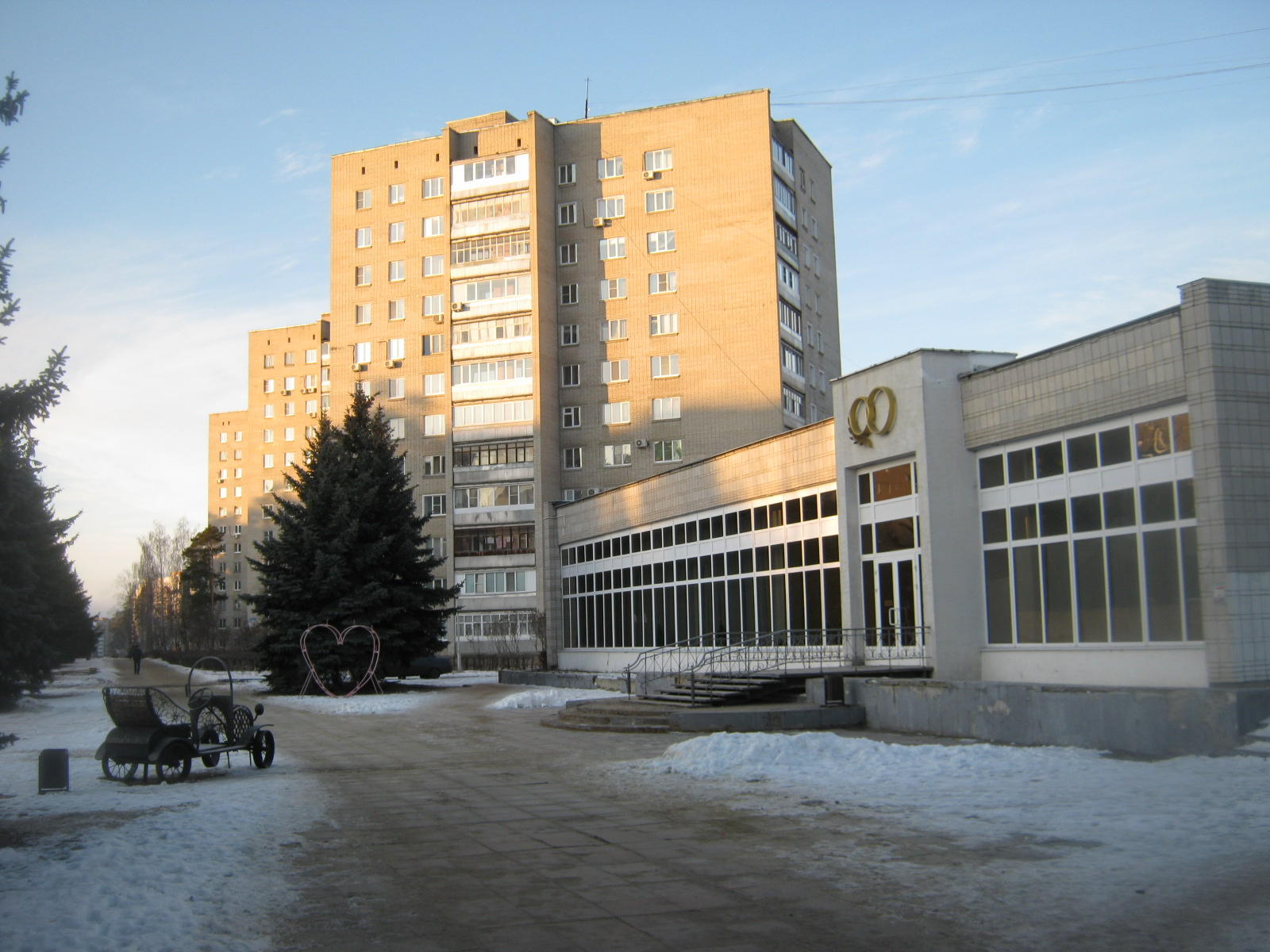
Maison d'enregistrement des mariages.
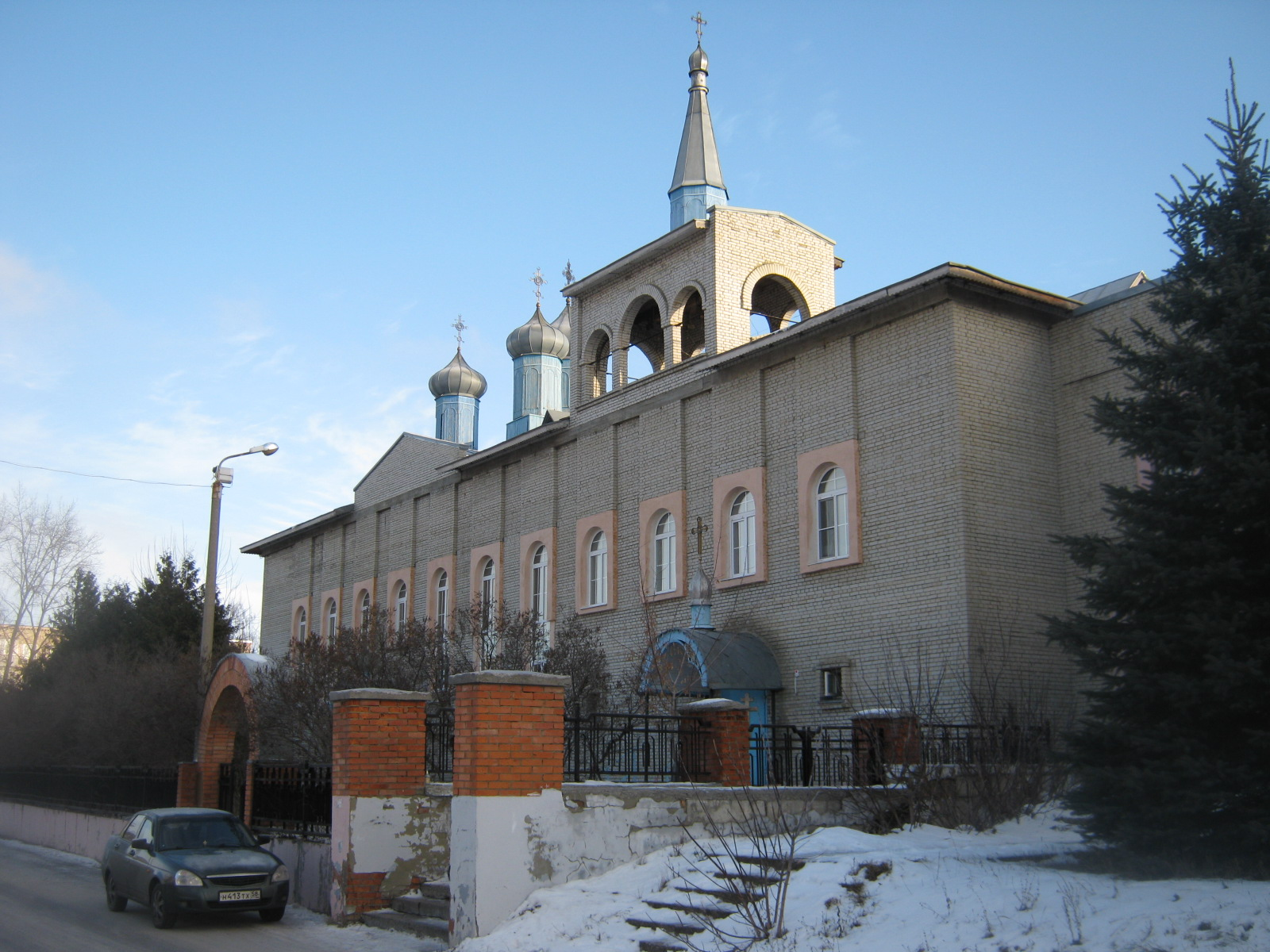
Église de la Résurrection.

## Population
Recensements (*) ou estimations de la population
| 1959* | 1970* | 1979* | 1989* |
| ----- | ----- | ----- | ----- |
| 6 450 | ?     | ?     | ?     |

| 2002*  | 2010*  | 2012   | 2013   |
| ------ | ------ | ------ | ------ |
| 62 970 | 63 579 | 63 795 | 63 868 |

## Économie
La principale entreprise de la ville est PO Start, qui appartient à Rosatom, l'Agence fédérale russe de l'énergie atomique. Mise en service en 1958, Start fabrique notamment des composants nucléaires et emploie 7 850 salariés 